# Ulrike Fischer (Politikerin)
Ulrike Fischer (* 2. November 1972 in Wien) ist eine österreichische Politikerin der Grünen. Von 2015 bis 2025 war sie Vizebürgermeisterin in St. Andrä-Wördern und vom 23. Oktober 2019 bis zum 23. Oktober 2024 Abgeordnete zum Nationalrat.

## Leben

### Ausbildung und Beruf
Ulrike Fischer wuchs in Altenberg auf und besuchte nach der Volksschule in St. Andrä-Wördern das Realgymnasium in Tulln, wo sie 1992 maturierte. Anschließend begann sie ein Diplomstudium der Rechtswissenschaften an der Universität Wien, das sie als Magistra abschloss. Seit 2003 ist sie als Juristin tätig, unter anderem beim Verein für Konsumenteninformation (VKI). Fischer ist Mutter dreier Kinder.

### Politik
Seit 2002 gehört sie dem Gemeinderat in St. Andrä-Wördern an, wo sie nach den Gemeinderatswahlen 2015 Vizebürgermeisterin wurde. Seit 2013 ist sie Mitglied im Landesvorstand der Grünen Niederösterreich, außerdem fungiert sie als Bezirkssprecherin der Grünen im Bezirk Tulln.
Bei der Nationalratswahl 2019 kandidierte sie für die Grünen hinter Spitzenkandidatin Elisabeth Götze als Listenzweite im Landeswahlkreis Niederösterreich. Am 23. Oktober 2019 wurde sie zu Beginn der XXVII. Gesetzgebungsperiode als Abgeordnete zum österreichischen Nationalrat angelobt. Im Rahmen der Koalitionsverhandlungen zur Regierungsbildung 2019 verhandelte sie in der Hauptgruppe Staat, Gesellschaft und Transparenz. Im Grünen Parlamentsklub wurde sie Bereichssprecherin für Konsumentenschutz, Petitionen und Bürgerinitiativen.
Nach der Nationalratswahl 2024 schied sie mit 23. Oktober 2024 aus dem Nationalrat aus. Nach den Gemeinderatswahlen 2025 folgte ihr Rudolf Hammer (SPÖ) als Vizebürgermeister nach, Fischer wurde geschäftsführende Gemeinderätin und Vorsitzende des Nachhaltigkeits- und Regionalitätsausschusses.